# Cancellaria adelae
Cancellaria adelae is een slakkensoort uit de familie van de Cancellariidae. De wetenschappelijke naam van de soort is voor het eerst geldig gepubliceerd in 1940 door Pilsbry.